# Tempos Modernos (telenovela)
Tempos Modernos é uma telenovela brasileira produzida e exibida pela TV Globo de 11 de janeiro a 16 de julho de 2010, em 161 capítulos. Substituiu Caras & Bocas e foi substituída por Ti Ti Ti, sendo a 76ª "novela das sete" exibida pela emissora.
Idealizada por Bosco Brasil, foi escrita pelo próprio com a colaboração de Maria Elisa Berredo, Mário Teixeira, Izabel de Oliveira e Patrícia Moretzsohn, com supervisão de texto de Aguinaldo Silva. A direção foi de Paulo Silvestrini, Carlo Milani e Luciana Oliveira, sob direção geral e núcleo de José Luiz Villamarim.
Conta com Fernanda Vasconcellos, Thiago Rodrigues, Antônio Fagundes, Eliane Giardini,  Marcos Caruso, Danton Mello, Vivianne Pasmanter e Priscila Fantin nos papéis principais.

## Enredo
Leal Cordeiro é um homem de origem humilde, hoje milionário que certo dia decide construir o Titã II, um gigante edifício em São Paulo. Contudo, Hélia Pimenta, uma antiga paixão do passado, é contra o projeto e planeja impedir que o mesmo avance na construção. Em determinado momento, ela se vê novamente na vida de Cordeiro, quando os dois se apaixonam novamente, mesmo tendo opiniões e maneiras opostas de levar a vida. Entre o amor mal-resolvido, os dois tem que cuidar de seus filhos; ele é pai de três filhas: as peruas Regeane e Goretti e a caçula Nelinha, uma astrônoma apaixonada por aventuras. Hélia é mãe de Zeca, um garoto de princípios. O destino faz, ironicamente, com que Nelinha e Zeca se apaixonem, causando assim a ira de Nara, noiva dele, que planeja impedir a felicidade desse casal.
Enquanto isso, Regeane, a filha mais velha de Leal, está comprometida com o asqueroso Albano, que finge amá-la mas mantém um caso extraconjugal com sua colega de serviço, a vilã Deodora, uma coodernadora de segurança bela e perigosa. Albano e Deodora planejam roubar todo o dinheiro de Leal, elaborando diversos planos malignos. E Regeane se vê cada vez mais envolvida por Portinho, seu ex-marido. Apesar de Portinho estar separado de Regeane e de ser o homem ideal para ela, eles não conseguem ficar longe um do outro. A vida de todos muda com o retorno de Otto Niemann, antigo amigo de Leal, mas que na realidade tem planos para destruí-lo.

## Elenco
| Intérprete                  | Personagem                                  |
| --------------------------- | ------------------------------------------- |
| Antônio Fagundes            | Leal Cordeiro                               |
| Eliane Giardini             | Hélia Pimenta                               |
| Marcos Caruso               | Otto Niemann                                |
| Fernanda Vasconcellos       | Cornélia Cordeiro Santos Reis (Nelinha)     |
| Thiago Rodrigues            | José Carlos Pimenta Cordeiro (Zeca)         |
| Priscila Fantin             | Nara Nolasco                                |
| Danton Mello                | Renato Vieira de Mattos                     |
| Vivianne Pasmanter          | Regiane Cordeiro Mourão                     |
| Regiane Alves               | Goretti Cordeiro Bodanski (Gô)              |
| Otávio Muller               | Altemir Assunção da Paz Bodanski (Bodanski) |
| Felipe Camargo              | Vinícius Porto de Mello (Portinho)          |
| Guilherme Weber             | Albano Mourão                               |
| Grazi Massafera             | Deodora Madureira Niemann / N. Anne         |
| Alessandra Maestrini        | Benedita Kusnezov Piñon (Dita)              |
| Leonardo Medeiros           | Ramon Piñon                                 |
| Malu Galli                  | Iolanda Paranhos                            |
| João Baldasserini           | Túlio Osório                                |
| Débora Duarte               | Tertuliana (Tertu)                          |
| Otávio Augusto              | Faustaço Lumbriga                           |
| Guilherme Leicam            | Led Piñon                                   |
| Aline Peixoto               | Jannis Piñon                                |
| Darlan Cunha                | João Carlos Paranhos (Joca)                 |
| Caroline Abras              | Katrina                                     |
| Selma Egrei                 | Tamara Palumbo                              |
| Genézio de Barros           | Pasquale                                    |
| Paula Possani               | Maureen Lobianco                            |
| Ricardo Blat                | Fidélio                                     |
| Pascoal da Conceição        | Zuppo                                       |
| Tuna Dwek                   | Justine                                     |
| Jairo Mattos                | Gaulês (Jean Paul)                          |
| Luciana Borghi              | Bárbara Lee                                 |
| Edmilson Barros             | Lindomar Mariano Assunção                   |
| Cláudia Missura             | Lavínia Palumbo                             |
| Victor Pecoraro             | Maurição                                    |
| Cris Vianna                 | Tita Bicalho                                |
| Naruna Costa                | Dolores Damasceno                           |
| Antônio Fragoso             | Zapata                                      |
| Fabrício Boliveira          | Nabuco Mota                                 |
| Eliana Pittman              | Miranda Paranhos                            |
| Márcio Seixas               | Frankenstein (Frank)                        |
| Joana Lerner                | Heloísa (Helô)                              |
| Janaína Ávila               | Milena Morgado                              |
| Anderson Lau                | Okuda                                       |
| Licurgo Spínola             | Avidal Lossaco                              |
| Alexandra Martins           | Dulcinólia Lumbriga (Duba)                  |
| Paulo Leal de Melo          | Raulzão (Ducha Fria)                        |
| Cássio Inácio               | Tartana                                     |
| Gilberto Miranda            | Madrugadinha                                |
| Rafa Martins                | Max do Cavaco                               |
| Isabel Lobo                 | Thaís Trancoso                              |
| Alexandre Cioletti          | Valvênio                                    |
| Xandy Britto                | Nelsinho Pallotti                           |
| Polliana Aleixo             | Maria Eunice Cordeiro Bodanski              |
| Ana Karolina Lannes         | Maria Eugênia Cordeiro Bodanski             |
| Rebeca Orestein             | Maria Helena Cordeiro Bodanski              |
| Jenifer de Oliveira Andrade | Maria Clara Cordeiro Bodanski               |

### Participações especiais
| Intérprete             | Personagem                                                          |
| ---------------------- | ------------------------------------------------------------------- |
| Rafael Gevú            | Leal Cordeiro (jovem)                                               |
| Elias Gleizer          | Abraãozinho Mota                                                    |
| Arthur Aguiar          | Aluno do Conservatório                                              |
| Adriano Petermann      | João Altemir                                                        |
| Alby Ramos             | Sabiá                                                               |
| Beto Quirino           | Romeu                                                               |
| Brunno Abrahão         | Rival de Led na disputa da vaga da Orquestra Jovem                  |
| Caco Baresi            | Piloto do avião de Niemann                                          |
| Carlos Sato            | Ditchã                                                              |
| Cláudia Borioni        | Juíza de menores                                                    |
| Cristina Pompeu        | Recepcionista da universidade de Jannis                             |
| Daniela Duarte         | Tertuliana (jovem)                                                  |
| Ellen Rocche           | Cibele Porto                                                        |
| Georgia Golfarb        | Val Lopes                                                           |
| Gilberto Marmorosch    | Joalheiro                                                           |
| Gustavo Gasparani      | Maestro a quem Dita pede para Led fazer um teste na Orquestra Jovem |
| Hamilton Ricardo       | Alípio                                                              |
| Henrique Taxman        | Médico                                                              |
| Herbert Richers Jr.    | Marcos                                                              |
| Jefferson Goulart      | João Jonas                                                          |
| João Paulo Silvino     | Arranja confusão com Zeca na boate                                  |
| Jonathan Nogueira      | Oficial de Justiça                                                  |
| Juliana Boller         | Larissa                                                             |
| Letícia Isnard         | Balconista do aeroporto que impede Led de entrar na área VIP        |
| Lolô Souza Pinto       | Diretora financeira do hospital em que Ramon é internado            |
| Luciana Barbosa        | Izadora Mellão                                                      |
| Luciano Chirolli       | Maringoni                                                           |
| Luiz Henrique Nogueira | Dr. Mendoncinha                                                     |
| Malu Rocha             | Madre superiora do convento onde Regeane se abrigou                 |
| Marcelo Assumpção      | Roberto R.                                                          |
| Márcia del Anillo      | Filomena Ayres Penna                                                |
| Marco Antônio Pâmio    | Políbio Bretas                                                      |
| Maria Lídia Costa      | Josefa Santos Reis                                                  |
| Marília Martins        | Calógeras                                                           |
| Olivier Anquier        | Ele mesmo                                                           |
| Pablo Aguilar          | João Maria                                                          |
| Paulo Betti            | J. P.                                                               |
| Paulo Giardini         | Médico de Ramon                                                     |
| Paulo Vespúcio         | Capanga de Niemann que mata Getúlio                                 |
| Prazeres Barbosa       | Rondônia Alves                                                      |
| Raí                    | Ele mesmo                                                           |
| Rafael Salimena        | João                                                                |
| Rita Porto             | Fátima                                                              |
| Rodrigo Rangel         | Fiscal da praia que surpreende Helô e Max do Cavaco                 |
| Ronaldo Reis           | Fiscal da prefeitura que embarga a obra de Leal                     |
| Sandro Ximenes         | Divino                                                              |
| Saulo Meneghetti       | Fabiano                                                             |
| Sérgio Marone          | Filho de J. P.                                                      |
| Sérgio Monte           | Marido de Fátima                                                    |
| Sofia Portto           | Malu Leitão                                                         |
| Tarciana Saad          | Repórter que entrevista Goretti                                     |
| William Vita           | Homem que aborda Katrina num bar                                    |
| Zé Luis Perez          | Tito Maranhão                                                       |

## Antecedentes
O setor de teledramaturgia da TV Globo estreou no mesmo ano de sua inauguração, em 1965, com O Ébrio, no horário das 20 horas. No mesmo ano também seria criado o horário das 19 horas, com Rosinha do Sobrado. Desde então, até Caras & Bocas (2009), haviam sido produzidas 75 novelas na faixa. Antes do término desta, ficou decidido que Bosco Brasil seria o responsável pela sucessora, que iria escrever sob a supervisão de texto de Aguinaldo Silva. A telenovela marcaria seu retorno à Globo; após colaborar com Coração de Estudante (2002), o autor foi contratado pela Rede Record e ajudou no texto de Essas Mulheres (2005) e foi co-autor de Bicho do Mato (2006).

## Produção
| “ | O Leal é um cara meio inexplicável, porque ele faz aquela bobagem (decide dividir seu reino entre as três filhas, mediante o amor que cada uma sente por ele), e entra naquela bagunça. Fica meio cômico se você pensar naquele monte de besteiras que ele sai fazendo. Vou pegar essa comicidade, mas sem dúvida é uma comédia leve, que não foge da abordagem da finitude do ser humano e da potência do amor. Gosto de misturar drama e comédia, meu estilo em teatro também é esse. O desafio vai ser contar a história nesse fio de navalha. | ” |

 O texto da telenovela inspirou-se pela peça O Rei Lear, de William Shakespeare, que também inspirou Suave Veneno, de Aguinaldo Silva, que por sua vez, supervisionou o texto de Tempos Modernos. O esquema era o seguinte: Bosco enviava os capítulos assim que prontos, e como à época Silva estava em Portugal, ambos se comunicavam por Skype.  O primeiro título escolhido para a telenovela foi Bom dia, Frankenstein!, que em seguida foi trocado para Tempos Modernos. Depois, a emissora escolheu Fim dos Tempos, mas retornou ao nome anterior. Paulo Ricardo Moreira, do Jornal do Brasil, opinou que "o [título] provisório [...] era bem mais interessante." As gravações iniciaram-se então em outubro de 2009 no centro de São Paulo, em pontos como a praça Ramos, o Vale do Anhangabaú, o Viaduto do Chá, e a rua Líbero Badaró. Após um mês na capital paulista, o elenco deslocou-se para o Projac, onde as filmagens foram finalizadas. Para desempenharem seus papéis, Fernanda Vasconcellos e Grazi Massafera tiveram preparações físicas no Batalhão de Operações Policiais Especiais da Polícia Militar do Estado do Rio de Janeiro. Dentre outros, as duas tiveram aulas de rapel e de artes marciais. Vasconcellos perdeu 8 kg, e Massafera contou da sua dificuldade de fazer cenas de luta com salto alto.

### Escolha do elenco
Originalmente Priscila Fantin foi convidada para interpretar a protagonista Nelinha, porém a atriz atravessava uma grave fase de depressão e recusou. Carolina Dieckmann foi convidada na sequência, mas preferiu aceitar um papel na "novela das oito" Passione. O autor conversou pessoalmente com Priscila, alegando que era sua primeira telenovela como autor principal e há anos sonhava com ela em sua história, convencendo-a a fazer parte do elenco e deixando claro que ela teria liberdade para se ausentar se precisasse. Priscila, porém, pediu para ser destinada a outro personagem, uma vez que não queria repetir o papel de sofredora, sendo escalada como a antagonista Nara. Com a mudança, Fernanda Vasconcellos, que interpretaria Nara Nolasco, foi alçada ao posto de protagonista. O casal Goretti e Bodanski foi o primeiro a ter atores definidos, ficando a cargo de Regiane Alves e Otávio Muller, enquanto seus para filhos foram escalados os iniciantes Ana Karolina Lannes, Jennifer de Oliveira Andrade, Rebecca Orensetein e Polliana Aleixo.
A Folha, entrevistou Guilherme Weber, que se disse satisfeito pela participação na obra de Brasil, afirmando que aprecia o "filtro peculiar de humor da história", em uma novela "se parece com as que eu assistia nos anos 80, como tom do Cassiano Gabus Mendes." O Jornal do Brasil foi o responsável por confirmar a participação de Malu Galli como Iolanda. A novela também marcou a terceira vez que Fernanda Vasconcellos e Thiago Rodrigues formaram um par romântico; em Malhação (2005) e em Páginas da Vida (2006), eles também contracenaram. João Baldasserini inicialmente fez o teste para Zeca. Não conseguiu, e então tentou o de Túlio, que conquistou.

### Cenário e caracterização
"É vital ir ao centro. Eu observo as mudanças e lembro de momentos importantes que passei por lá. O centro para mim é uma referência".

—Bosco Brasil justificando a escolha de ambientar a novela no centro paulistano.
O cenário de maior parte da trama é o prédio Titã I, que na realidade, se trata do Edifício Grande São Paulo. A emissora montou, na praça Ramos, em São Paulo, uma cidade cenográfica. Para tal feito, equipes limparam o local com desinfetantes e com a ajuda de dez caminhões-pipa. Ainda, pediram gentilmente à moradores de rua para se retirarem. Clarice Cardoso, da Folha de S.Paulo, mostrou-se surpresa com o resultado: "Foi assim que, no sábado, o sol mal saíra e boa parte dos problemas do centro estavam resolvidos (pelo menos ali): fonte cheia e funcionando, passeio inodoro e, com pedidos gentis, sem moradores de rua [...] quase irreconhecível, a praça foi tomada por faixas, grandes bolas coloridas e paulistanos comemorando o aniversário da cidade." Com o deslocamento para o Projac, foi criada uma cidade cenográfica de 7 mil metros quadrados.

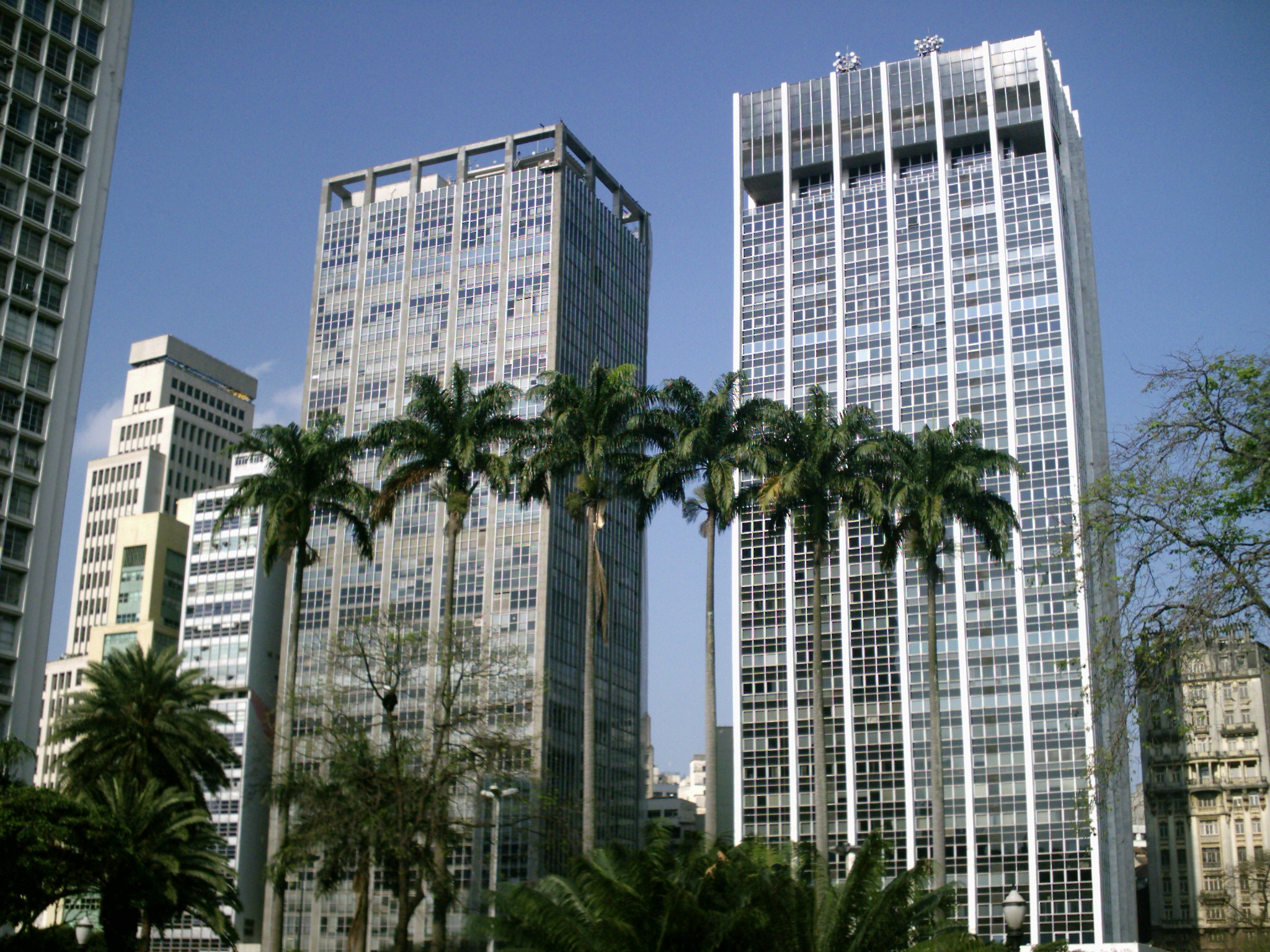
O Titã I é na verdade o Edifício Grande São Paulo (na imagem, à esquerda).

O figurino do personagem Leal é livremente inspirado pelo estilo de Roberto Carlos, enquanto o personagem Nieman foi criado em homenagem à Oscar Niemeyer. Sobre o estilo de Nara, um colunista da Zero Hora notou: "a década de 1980 está presente [em um estilo] cheio de cores e tons fortes, assim como o figurino da trama." Grazi Massafera inspirou-se em três personagens do cinema para interpretar sua personagem, e Thiago Rodrigues diz inspirar-se em Peter Parker, identidade real de Spider-Man,  personagem da revista homônima. Um bordão recorrente nos textos foi "Palavra de rei não volta atrás", repetido diversas vezes por Leal. Um repórter de O Estado de S. Paulo notou que "apesar do nome e dos recursos visuais, Tempos Modernos, nova novela das 7 da Globo, vai mexer com a memória do público". Ele citou que Hélia escuta sempre seus vinis no toca-discos, enquanto Leal tem um carro Aero-willys, Portinho possui um Sidecar e Nelinha um "jipe vermelho dos anos 70". Disse ainda que há também "os nomes de personagens que o autor [...] achou no fundo do baú, como Tertuliana, Valvênio, Gaulês, Cornélia e Dulcinólia."
| “ | Costumo dizer que o Albano é um arquétipo, pois ele tem noção de sua própria vilania. Uma cena que ilustra bem isso é quando algo estoura no rosto dele, e ele sai correndo para se ver no espelho. Sua preocupação é que afete sua sobrancelha, que, arqueada, é uma marca de sua personalidade maléfica. | ” |

Os efeitos especiais foram recorrentes na produção. O personagem Leal, por exemplo, tem seu próprio museu virtual secreto, chamado "Museu do Leal", onde guarda suas memórias. Lá, ele e outros personagens ligados a ele viraram holografias. Consoante José Luiz Villamarim, diretor-geral da trama, "[nós] pegamos imagens reais do Fagundes, antigas e novas. Quando Leal pedir ao Frank para "reavivar" sua lembrança, elas aparecerão holograficamente." Na cidade cenográfica, existem réplicas de algumas construções, mas a maioria do cenário, principalmente a noção de profundidade das ruas, foi toda feita por computação gráfica. Embora não sejam efeitos especiais, Albano possui "aparatos tecnológicos" para controlar o Titã, e sua sala de controle é inspirada no filme Minority Report. O personagem Frank foi inspirado em Hal 9000, de 2001: A Space Odyssey (1968). O autor definiu a trama como "acelerada".

### Núcleos

Parte do elenco principal.

Antônio Fagundes interpreta Leal Cordeiro, um homem milionário que certo dia decidiu construir o Titã II, um gigantesco edifício em São Paulo. Porém, Hélia Pimenta (Eliane Giardini), uma antiga paixão sua, é contra o projeto e planeja impedir que o mesmo avance na construção. No passado, os dois viveram um triângulo amoroso com o arquiteto Otto Nieman (Marcos Caruso). Leal é pai de três filhas: Regeane (Vivianne Pasmanter), Goretti (Regiane Alves) e Nelinha (Fernanda Vasconcellos). Hélia é mãe de Zeca (Thiago Rodrigues). Zeca e Nelinha acabam por se apaixonar, mas sofrem com a noiva e o primo dele, Nara Nolasco (Priscila Fantin) e Renato Mattos (Danton Mello). Regeane é casada com Albano (Guilherme Weber), que mantém uma relação extraconjugal com Deodora (Grazi Massafera) para roubar a fortuna de Leal. Por fim, Regeane se vê cada vez mais apaixonada por Portinho (Felipe Camargo), seu ex-marido.
Goretti é casada com Dr. Bodanski (Otávio Muller) e mãe de Maria Eunice (Polliana Aleixo), Maria Helena (Rebecca Orenstein), Maria Clara (Jennifer de Oliveira Andrade) e Maria Eugênia (Ana Karolina Lannes). Na trama, existe uma galeria de rock, onde convive Ramón (Leonardo Medeiros), que foi abandonado pela mulher, Ditta (Alessandra Maestrini) e tem dois filhos, Janis (Aline Peixoto)  e Led (Guilherme Leicam). Na galeria também há Zapata (Antônio Fragoso), que é agente secreto de Albano, e Gaulês (Jairo Mattos), amigo de Ramón. Seguidos por Malu (Sofia Porto), Bárbara (Luciana Borghi) e Milena (Janaína Ávila).
Iolanda (Malu Galli) é uma ex-enfermeira formada em psicologia que ajuda Goretti a educar suas quatro filhas. Ela é mãe de Joca (Darlan Cunha) e nora de Miranda (Eliana Pitman). Há na trama ainda um spa, o Pilhanatural, onde trabalham Dodô (Naruna Costa), Ricardo (Victor Pecoraro) e Helô (Joana Lerner). Outro cenário é a pizzaria de Pasquale (Genésio de Barros), onde o motoboy Túlio (João Baldasserini) trabalha. A pernambucana Tertuliana (Débora Duarte) foi quem criou Nelinha, enquanto Fidélio (Ricardo Blat) é o melhor amigo de Hélia. O robô Frank, responsável pelo edifício, foi dublado por Márcio Seixas.

## Exibição
O primeiro capítulo de Tempos Modernos foi exibido em 11 de janeiro de 2010 pela TV Globo, na faixa das 19h, substituindo Caras & Bocas. A trama foi exibida de segunda a sábado, com a classificação indicativa de livre para todos os públicos, de acordo com o Ministério da Justiça. Seu desfecho foi mostrado em 16 de julho e re-exibido um dia depois, sendo trocada por Ti Ti Ti. Sua abertura era transmitida ao som de "Cérebro eletrônico", executada pela cantora Myllena, e começava com uma panorâmica aérea sobre os prédios de São Paulo até focalizar o edifício onde se passava a trama.
Quatro dias após seu término, Tempos Modernos foi reclassificada como imprópria para menores de 12 anos, por "conter assassinato", conforme despacho publicado no Diário Oficial da União. Desta forma, a novela não podia ser exibida antes das 20h. A Globo teria recebido uma advertência em 6 de julho de 2010, mas só respondido em 19 de julho, quando o primeiro capítulo de Ti Ti Ti foi ao ar. A emissora disse que a obra de Brasil foi "uma trama light", que acompanhou a "revolução tecnológica sem deixar de lado as relações humanas, explorando as mais diversas formas de amar". De acordo com a diretora-adjunta do departamento de classificação indicativa, Anna Paula Uchôa de Abreu Branco, "mudanças na trama" levaram-na a apresentar "inadequações, como premeditação, tentativas e execuções de assassinatos e agressão física", além de pontuais "conteúdos sexuais". Se a lei de veículação horária não tivesse sido derrubada em setembro de 2016, a trama seria impedida de ser reexibida no Vale a Pena Ver de Novo.

### Outras mídias
Em 30 de abril de 2021, foi atualizada pelo Globoplay como parte do Projeto Originalidade, com a atualização para o formato de exibição original; com o formato de imagem restaurado em Full HD, além de aberturas, vinhetas de intervalo e encerramento originais.

## Música
O tema de abertura da telenovela, "Cérebro eletrônico", é interpretado pela cantora Myllena. A trilha sonora nacional conta ainda como Ana Carolina, por "10 Minutos", Caetano Veloso, por "Vete de mi" e Cláudia Leitte, por "Paixão". Tais canções foram incluídas em um álbum lançado paralelamente ao folhetim em formato de Compact Disc, cuja produção recaiu à Som Livre. A mesma gravadora também lançou uma trilha sonora internacional, que contou com Queen, por "Crazy Little Thing Called Love", 30 Seconds to Mars, por "Kings and Queens" e Coldplay por "Strawberry Swing". Na capa do disco nacional, eram estampados Fernanda Vasconcellos e Thiago Rodrigues, enquanto que no internacional, Grazi Massafera estava presente.

## Repercussão

### Audiência
"Sou eternamente agradecido ao Walcyr [Carrasco]. Torci bastante por ele. É muito melhor pegar a audiência lá em cima. Para mim, é um incentivo. Mas é impossível prever como o público vai receber minha novela".

—Bosco Brasil sobre as suas expectativas da audiência em relação a Caras & Bocas.
A telenovela alcançou, em seu primeiro capítulo, uma média de 29 pontos na Grande São Paulo, garantindo a liderança, segundo o Instituto Brasileiro de Opinião Pública e Estatística. Desta forma, 52% dos televisores ligados estavam sintonizados na emissora.
Sua audiência inicial foi impactada por eventos externos, no período de sua estreia houve diversos desastres como os terremotos do Haiti, em janeiro, a festa de Carnaval e as enchentes na região Serrana. A audiência da novela sofreu forte impacto inicialmente, e manteve abaixo do esperado para o horário.
Entretanto, no decorrer da exibição sua audiência aumentou consideravelmente e seu desfecho, conquistou 35 pontos de média, chegando a picos de 38.  Seu recorde anterior foi registrado um dia antes, quando conseguiu 32. A audiência final da trama ficou em 24,1 pontos.  Por dois anos, ela permaneceu entre as piores audiências do horário, empatada com Três Irmãs (2008), quando foi superada por Guerra dos Sexos (2012). Em resposta à audiência, o autor disse que "nunca prometeu fazer uma revolução".

### Recepção da crítica

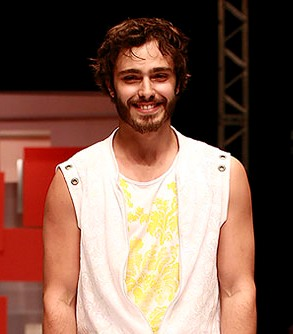
O especialista Claudino Mayer, da Universidade de São Paulo, disse que "o casal vivido por Fernanda Vasconcellos e Thiago Rodrigues (foto) não convence".

Pouco após a estreia, Patrícia Villalba do jornal O Estado de São Paulo, escreveu que a novela fazia uma declaração de amor à São Paulo e destacou pontos positivos:
| “ | "Bosco Brasil, o autor de Tempos Modernos, novela das sete da TV Globo, faz o renegado centro de São Paulo brilhar. Para nós, paulistanos, foi especialmente saboroso assistir à cena inicial, onde Leal (Antônio Fagundes), num pesadelo, aparece percorrendo ruas vazias. O cuidado da produção com a imagem da cidade é bastante evidente. Uma combinação de tomadas gravadas às 5 da manhã, com as ruas de fato vazias, e uma pós-produção caprichada, com técnicas em 3D, a cena foi um começo de impressionar, num capítulo que marcou 29 pontos no Ibope, com 56% de participação na audiência (share). 'Antes fosse a dobradinha que eu comi', disse Leal, ao acordar esbaforido, frase curta que já diz muito sobre o personagem. Ponto para Bosco, que não se valeu dos didatismos que costumam marcar os primeiros capítulos das novelas, para que cada personagem seja bem explicadinho nos seus mínimos detalhes. Elogios também devem ser feitos à trilha sonora, que ressuscitou a Plebe Rude, perfeita para a cena que apresenta o núcleo da Galeria do Rock. Mas se há algum conselho para os atores é que eles devem maneirar na entonação do 'orra, meu' e no 'tá ligado?'. Personagens paulistanos das novelas são quase sempre interpretados por atores cariocas que, em geral, fazem gato e sapato do nosso sotaque. Para Tempos Modernos, a expectativa nesse sentido era maior, porque há muitos excelentes atores paulistanos. Na linha fina da caricatura, mas no tom certo, está a dupla de vilões Albano e Deodora. Guilherme Weber, como sempre, compondo tipos interessantes. E Grazi Massafera, com todo aquele carisma, provando a cada trabalho para a crítica e para a audiência que os tempos de Big Brother Brasil ficaram mesmo para trás. Está com ela o que talvez seja o maior desafio da novela, o papel da "fria e calculista". Mas como Tempos Modernos é uma comédia, não deixa de ser engraçado ver a atriz, de voz tão delicada, dando uma de Capitão Nascimento." | ” |

Aina Pinto, da IstoÉ Gente, disse que "[a trama] discute relação entre o novo e o velho, mas ainda não mostrou uma história sólida". Também criticou o cenário, e opinou que "como mostra a própria história, o novo e o velho se completam. Mas Tempos Modernos é praticamente metalinguística, já que é exibida em um momento em que se discute se novas mídias vão acabar com o interesse pelo folhetim."
Consoante Elizabete Antunes, de O Globo, "Não que a novela não tenha qualidades [...] os capítulos são um empilhado de cenas que se sucedem avulsas [...]" e concluiu que "a história deixa a impressão de ser uma novela com vergonha de ser novela."
Muitos defenderam que a novela apenas tentou inovar, mas o susto da baixa audiência inicial fez com que alterassem o rumo da história e, portanto, não lograsse êxito, como Daniel César, na época no site TVFoco
| “ | Tempos Modernos não é e nunca foi uma novela ruim. Ela é muito mais interessante que boa parte do que se vê na TV neste horário nos últimos anos, porém, a pressão por bons números impediu que a Globo permitisse ao seu público um produto de qualidade impressionante e que poderia moldar os novos caminhos da teledramaturgia brasileira. Foi um risco que deveria ser calculado e, aparentemente, os resultados assustaram a todos que correram e transformaram um roteiro genial em arroz-com-feijão legal de se ver. Pena que o medo do fracasso impediu Tempos Modernos de se consagrar. | ” |

### Prêmios e reconhecimento
Nos Meus Prêmios Nick de 2010, Fernanda Vasconcellos foi indicada à "atriz favorita". Um ano depois, Tempos Modernos foi indicada a nove categorias do 13º Prêmio Contigo! de TV, inclusive a de melhor novela. Antônio Fagundes, Marcos Caruso e Thiago Rodrigues foram indicados à melhor ator, Eliane Giardini e Fernanda Vasconcellos competiram em melhor atriz, o autor Bosco Brasil foi colocado em "melhor autor de novela", José Luiz Villamarim em "melhor diretor", Felipe Camargo e Leonardo Medeiros foram indicados à "melhor ator coadjuvante", enquanto Alessandra Maestrini e Regiane Alves competiram na mesma categoria, no gênero feminino. Em "melhor atriz infantil", foram nomeadas Ana Karolina Lannes, Jennifer de Oliveira Andrade, Polliana Aleixo e Rebecca Orenstein. Por fim, Aline Peixoto e João Baldasserini representaram a trama na categoria "melhor revelação de TV".
| Prêmio                    | Categoria                                            | Indicado/Premia |
| ------------------------- | ---------------------------------------------------- | --------------- |
| Meus Prêmios Nick de 2010 | Melhor atriz - Fernanda Vasconcellos                 | Indicado        |
| 13º Prêmio Contigo! de TV | Melhor Telenovela de 2010                            | Indicado        |
| 13º Prêmio Contigo! de TV | Melhor autor - Bosco Brasil                          | Indicado        |
| 13º Prêmio Contigo! de TV | Melhor direção - José Luiz Villamarim                | Indicado        |
| 13º Prêmio Contigo! de TV | Melhor atriz - Fernanda Vasconcellos                 | Indicado        |
| 13º Prêmio Contigo! de TV | Melhor atriz - Eliane Giardini                       | Indicado        |
| 13º Prêmio Contigo! de TV | Melhor ator - Antônio Fagundes                       | Indicado        |
| 13º Prêmio Contigo! de TV | Melhor ator - Marcos Caruso                          | Indicado        |
| 13º Prêmio Contigo! de TV | Melhor ator - Thiago Rodrigues                       | Indicado        |
| 13º Prêmio Contigo! de TV | Melhor atriz coadjuvante - Regiane Alves             | Indicado        |
| 13º Prêmio Contigo! de TV | Melhor atriz coadjuvante - Alessandra Maestrini      | Indicado        |
| 13º Prêmio Contigo! de TV | Melhor ator coadjuvante - Felipe Camargo             | Indicado        |
| 13º Prêmio Contigo! de TV | Melhor ator coadjuvante - Leonardo Medeiros          | Indicado        |
| 13º Prêmio Contigo! de TV | Melhor atriz infantil - Ana Karolina Lannes          | Indicado        |
| 13º Prêmio Contigo! de TV | Melhor atriz infantil - Jennifer de Oliveira Andrade | Indicado        |
| 13º Prêmio Contigo! de TV | Melhor atriz infantil - Polliana Aleixo              | Indicado        |
| 13º Prêmio Contigo! de TV | Melhor atriz infantil - Rebecca Orenstein            | Indicado        |
| 13º Prêmio Contigo! de TV | Revelação - Aline Peixoto                            | Indicado        |
| 13º Prêmio Contigo! de TV | Revelação - João Baldasserini                        | Indicado        |